# エレフセリア・エレフセリウー
エレフセリア・エレフセリウー（ギリシア語: Ελευθερία Ελευθερίου、1989年5月12日 - ）は、キプロス出身のギリシャ人歌手で、ギリシャ版のXファクターの第2シーズンに参加して以来ギリシャおよびキプロスでの知名度を得た。Xファクターでの敗退直後にソニー・ミュージックエンタテインメントと契約、ユーロビジョン・ソング・コンテスト2010のギリシャ代表選考に参加し、国内選考の決勝に進むところであったが、決勝参加曲「Tables are Turning」が何者かによってインターネット上に漏洩され、決勝参加を取り消された。それ以前にユーロビジョン・ソング・コンテスト2006のキプロス代表選考に参加したこともあり、この時は決勝7位に終わった。
2011年よりユニバーサルミュージックと契約し、新しいアルバムの制作に取り組む。2012年3月にはユーロビジョン・ソング・コンテスト2012のギリシャ代表選考にて「Aphrodisiac」を歌い優勝し、ギリシャ代表として2012年5月にアゼルバイジャンのバクーで開催される本大会に出場する。

## 来歴

### 出自
エレフセリア・エレフセリウーはキプロスにて生まれ育ち、絵画やダンス、スポーツなどとともに歌唱への強い関心を持っていた。9歳のときに音楽学校に入校する。
ピアノや音楽理論、合唱、音楽史などを学び、15歳から歌唱の訓練を受ける。16歳のときにキプロス放送協会の民族音楽団にソロ歌手として所属する。同じ年にユーロビジョン・ソング・コンテスト2006のキプロス代表選考に参加し、「Play That Melody to Me」を歌う。準決勝を通過し決勝に進んだものの、決勝では7位に終わった。その後も音楽の道を志し、サリー大学（University of Surrey）に進学、18歳から歌手としての活動を始め、ニコシアの劇団にて1シーズンの間活動した。

### The X Factor
2008年、ギリシャ版Xファクターの第1シーズンの参加オーディションを受ける。オーディションでは審査員4人中3人の支持を得て番組への参加権が与えられるが、参加を見送った。翌年、同番組の第2シーズンに参加し、第5週で落選となったが、司会を務める歌手のサキス・ルーヴァスはクラブの冬季ライブでの共演を持ちかけ、彼女はこれを受け入れる。

### The X Factor後
Xファクター第2シーズンでの落選の後、ソニー・ミュージックエンタテインメントと契約を結び、ユーロビジョン・ソング・コンテスト2010のギリシャ代表選考に参加する。しかし、決勝参加曲がギリシャ国営放送により公式発表される1週間前に、参加曲「Tables are Turning」が何者かによってインターネット上に漏洩された。このためエレフセリウーは決勝への参加を取り消され、またギリシャ国営放送は更なる漏洩を危惧し他の決勝参加曲を前倒しして公式発表した。
漏洩による決勝参加の取り消しがあったものの、参加曲のギリシャ語版「Kentro Tou Kosmou」はデビュー・アルバムからの最初のシングル・カットとして発売され、プロモーション・ビデオ・クリップも撮影・公開された
エレフセリウーは2009年12月11日、クラブ「S-Club」にてサキス・ルーヴァス、タムダ（Tamta）と共演した。
2010年8月19日から、テッサロニキのクラブ「Orama」にてニコス・ヴェルティス（Nikos Vertis）と共演する。クラブ・ショーは当初は10月初頭までの予定であったが好評を得て10月末まで期間延長された
2010年10月6日にはシングル「Otan Hamilonoume To Fos」が発売される。2011年3月、DJ duo HouseTwinsの楽曲「Never」に「Elle」名義で参加、ビデオ・クリップも制作される。
2011年12月、ソニー・ミュージックエンタテインメントを去って新たにユニバーサルミュージックと契約する。エレフセリウーはユニバーサルミュージックへの移籍は自身の決定によるもので、同社が好条件を提示したことによるとしている。また同時に、新しい楽曲を製作中であることも明らかにした。
2012年3月5日、ギリシャ国営放送はユーロビジョン・ソング・コンテスト2012のギリシャ代表決勝への参加者4名を公表し、エレフセリウーがその中の1人であることが明かされた。3月12日、「Aphrodisiac」を歌ったエレフセリウーは国内選考で優勝し、ユーロビジョン2012のギリシャ代表となることが決まった。